# ایوشیم، نیوجرسی
ایوشیم (به انگلیسی: Evesham Township) شهری در ایالت نیوجرسی کشور ایالات متحده آمریکا است که جمعیت آن در سرشماری سال ۲۰۱۰ میلادی، ۴۵٬۵۳۸ نفر بوده‌است.